# Курета еквадорська
Куре́та еквадорська (Myiophobus cryptoxanthus) — вид горобцеподібних птахів родини тиранових (Tyrannidae). Мешкає в Еквадорі і Перу.

## Поширення і екологія
Болівійські курети мешкають на східних схилах Анд на сході Еквадору (від Сукумбіоса до Самора-Чинчипе) і на північному сході Перу (на південь від Сан-Мартіна). Вони живуть у вологих рівнинних і гірських тропічних лісах, на узліссях і в чагарникових заростях, переважно на висоті від 300 до 1600 м над рівнем моря.